# Macroglossum obscuripes
Macroglossum obscuripes är en fjärilsart som beskrevs av Butler 1876. Macroglossum obscuripes ingår i släktet Macroglossum och familjen svärmare. Inga underarter finns listade i Catalogue of Life.